# Пройсен, Альф
Альф Прёйсен (норв. Alf Prøysen, настоящее имя Альф Олафсен (норв. Alf  Olafsen); 1914—1970) — норвежский прозаик, поэт, драматург и публицист. Автор и исполнитель песен. Одна из ключевых фигур в норвежской культуре второй половины XX века.

## Биография
Родился в коммуне Рингсакер в губернии Хедмарк. Выходец из крестьянской семьи. Дебютировал ещё в 1930-е годы, однако приобрел известность уже в послевоенное время благодаря песням и рассказам для радиопередач. Автор произведений для детей (в частности, цикла про Старушку-крошку-с-чайную-ложку (Teskjekjerringa)) и взрослых (роман о сельской жизни «Дрозд в лампе» («Trost i taklampa», 1950)).
В 1950—1960-е годы его короткие рассказы («Lørdagsstubber») еженедельно публиковались в газете «Arbeiderbladet», впоследствии они были изданы в 8 отдельных книгах.
Очень популярны в Норвегии песни Прёйсена «Завтра непременно наступит» («Du ska få en dag i mårå») и «Julekveldsvisa» (на музыку Арнльёта Хёйланна (Arnljot Høyland)).
Всего издано 14 детских книг и 19 пластинок Прёйсена, а также несколько сборников стихов и новелл.
В России наиболее известен как автор сказки «Про козленка, который умел считать до десяти» (норв. «Geitekillingen som kunne telle til ti»), по которой в 1968 году был снят советский кукольный мультфильм.
На родине писателя в коммуне Рингсакер существует его музей.